# Miklós Fehér
Miklós Fehér (hongarès: Fehér Miklós)  (Tatabánya, 20 de juliol de 1979 - Guimarães, 25 de gener de 2004) va ser un futbolista professional hongarès que jugava de davanter.
Va passar la major part de la seva carrera a Portugal, representant quatre clubs i acumulant un total de 80 partits i 27 gols a la Primeira Liga. El 25 de gener de 2004, va morir d'una aturada cardiorespiratòria durant un partit que el Benfica, el seu club, disputava al camp del Vitória de Guimarães. Només tenia 24 anys quan va morir.
Fehér va debutar amb la selecció hongaresa als 19 anys, amb la que va jugar 25 partits.

## Carrera de club
Nascut a Tatabánya, Fehér va començar la seva carrera de jugador a Győri ETO, on va ser descobert pels vistaires del Porto. Va fitxar pel Dragão el 1998, però no va aconseguir fer-se un lloc al primer equip i va haver de sortir cedit a l'SC Salgueiros i a l'SC Braga per guanyar experiència.
A Braga, Fehér va tenir la seva millor temporada professional, marcant 14 gols en 26 partits en la temporada 2000-01. Va ser recuperat pel Porto, però una picabaralla entre el president del club, Jorge Nuno Pinto da Costa, i l'agent del futbolista hongarés, José Veiga, va provocar que el davanter fos apartat de l'equip, sense disputar cap minut amb el primer equip en la temporada 2001-02.
L'any següent va sortir amb la carta de llibertat del Porto, i va fitxar pel Benfica, on va anotar vuit gols oficials en una temporada i mitja.

### Mort

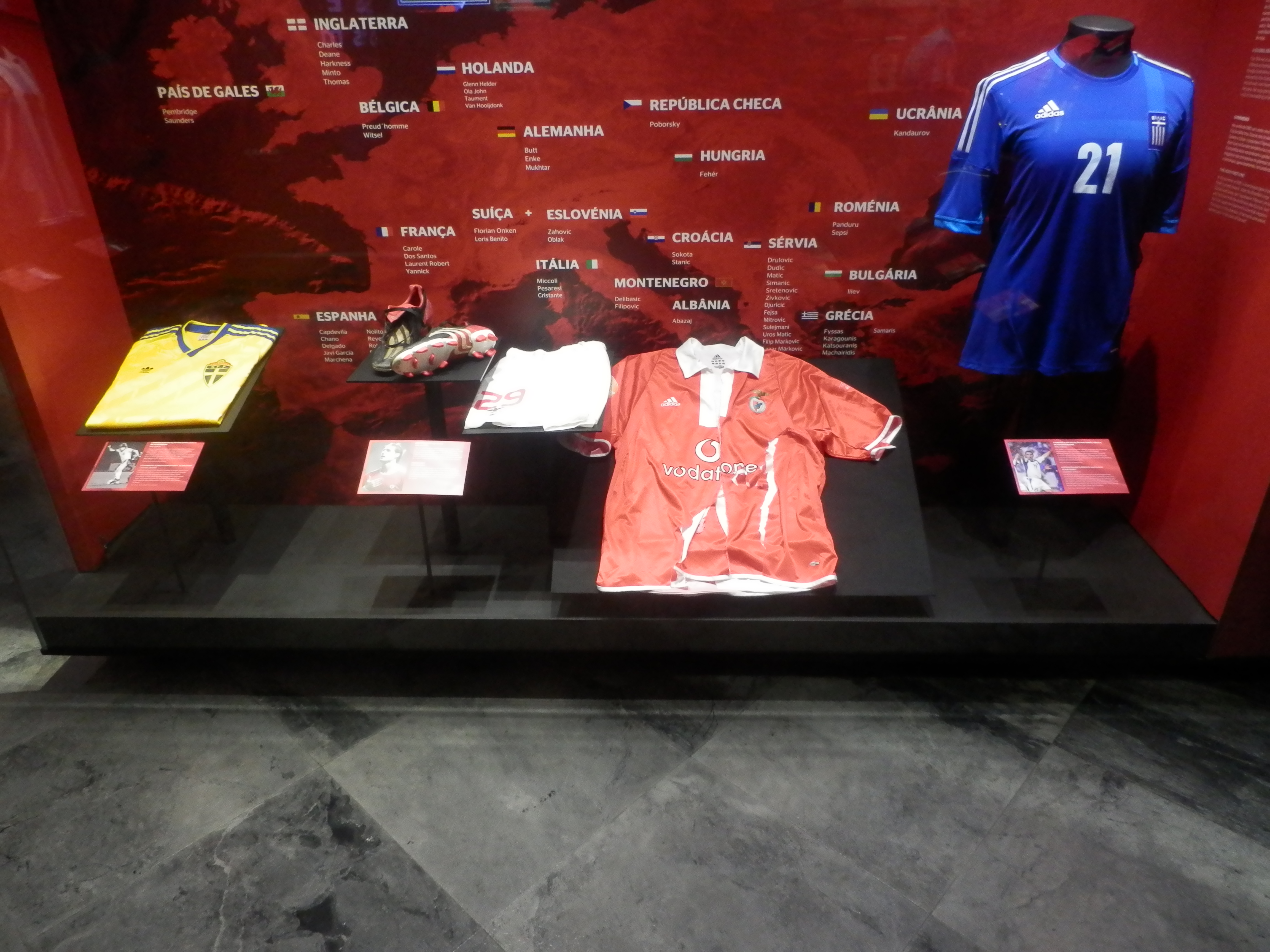
La samarreta que duia Fehér durant el seu darrer partit, tallada pels paramèdics que van intentar salvar-li la vida, exposada al Museu Cosme Damião del club Sport Lisboa e Benfica,

El 25 de gener de 2004, Fehér es trobava a Guimarães amb el Benfica (entrenat per l'exespanyolista José Antonio Camacho) per a enfrontar-se al Vitória a l'Estádio D. Afonso Henriques, en un partit que es va retransmetre en directe per televisió. Fehér va entrar com a suplent en el minut 59 i, al límit del temps reglamentari, va donar una assistència a Fernando Aguiar per anotar l'únic gol del partit. Durant l'afegit, va veure una targeta groga per perdre temps. Als pocs segons, de sobte es va inclinar cap endavant amb dolor aparent, per després caure a terra d'esquenes.
Jugadors d'ambdós equips i el personal mèdic van intentar ajudar-lo. Se'l va realitzar la reanimació cardiopulmonar mentre una ambulància arribava al camp per traslladar-lo d'urgència a l'hospital. Els mitjans portuguesos, que van estar informar puntualment sobre l'estat de salut del jugador, van confirmar a mitjanit la mort de Miklós Fehér. El davanter va patir una arrítmia provocada per una miocardiopatia hipertròfica.
Es va instal·lar la capella ardent a l'Estádio da Luz, on el cos del jugador va romandre abans del seu enterrament a la seva Hongria natal.

### Homenatges
Una delegació del Benfica, que incloïa el president Luís Filipe Vieira, l'entrenador Giovanni Trapattoni i tota la plantilla del primer equip, va viatjar a Hongria el maig de 2005 per lliurar als pares de Fehér la medalla del campionat de lliga 2004-05, en honor al jugador. Anteriorment li havien dedicat el trofeu de la copa de Portugal de la temporada 2003-04, i va retirar el dorsal 29 que portava durant la seva etapa al club.
L'octubre de 2009, la selecció d'Hongria va enfrontar-se a la portuguesa a Lisboa, en un partit vàlid per a la classificació per a la Copa del Món de 2010. El dia previ al matx, els hongaresos van dipositar una corona de flors al costat d'un bust metàl·lic de Fehér a l'estadi del Benfica, en homenatge a la seva memòria. El 20 de juliol de 2022, abans d'un partit de Lliga Conferència entre el Puskás Akadémia FC i el Vitória de Guimarães a l'estadi D. Afonso Henriques, el club hongarès va retre homenatge a Fehér, tribut que va coincidir amb el 43è aniversari del davanter.

## Carrera internacional
Fehér va debutar amb la selecció hongaresa el 10 d'octubre de 1998, en un partit de classificació per a l'Eurocopa de 2000 contra l'Azerbaidjan. Va entrar al camp al minut 6 de partit per Ferenc Horváth, qui s'havia lesionat tot just començar el partit a l'estadi Tofiq Bahramov de Bakú, i va marcar el gol final de la victòria per 0-4.
L'11 d'octubre de 2000, Fehér va marcar un hat-trick en una victòria per 1-6 a Lituània, classificatori per a la Copa del Món de 2002. En total, va marcar set gols en 25 partits.

## Estadístiques

### Club
| Club                | Temporada       | Lliga               | Lliga | Lliga | Copa | Copa | Continental | Continental | Total | Total |
| Club                | Temporada       | Division            | PJ    | G     | PJ   | G    | PJ          | G           | PJ    | G     |
| ------------------- | --------------- | ------------------- | ----- | ----- | ---- | ---- | ----------- | ----------- | ----- | ----- |
| Győri ETO           | 1995–96         | Nemzeti Bajnokság I | 8     | 2     |      |      | —           | —           | 8     | 2     |
| Győri ETO           | 1996–97         | Nemzeti Bajnokság I | 29    | 8     |      |      | —           | —           | 29    | 8     |
| Győri ETO           | 1997–98         | Nemzeti Bajnokság I | 25    | 13    |      |      | —           | —           | 25    | 13    |
| Győri ETO           | Total           | Total               | 62    | 23    |      |      | 0           | 0           | 62    | 23    |
| Porto               | 1998–99         | Primeira Liga       | 5     | 0     | 2    | 0    | 1           | 0           | 8     | 0     |
| Porto               | 1999–2000       | Primeira Liga       | 5     | 1     | 1    | 0    | 2           | 0           | 8     | 1     |
| Porto               | Total           | Total               | 10    | 1     | 3    | 0    | 3           | 0           | 16    | 1     |
| Porto B             | 1999–2000       | Segunda Divisão     | 4     | 1     | —    | —    | —           | —           | 4     | 1     |
| Porto B             | 2001–02         | Segunda Divisão     | 3     | 1     | —    | —    | —           | —           | 3     | 1     |
| Porto B             | Total           | Total               | 7     | 2     | 0    | 0    | 0           | 0           | 7     | 2     |
| Salgueiros (cessió) | 1999–2000       | Primeira Liga       | 14    | 5     | 2    | 1    | —           | —           | 16    | 6     |
| Braga (cessió)      | 2000–01         | Primeira Liga       | 26    | 14    | —    | —    | —           | —           | 26    | 14    |
| Benfica             | 2002–03         | Primeira Liga       | 17    | 4     | 1    | 0    | —           | —           | 18    | 4     |
| Benfica             | 2003–04         | Primeira Liga       | 13    | 3     | 2    | 0    | 4           | 1           | 19    | 4     |
| Benfica             | Total           | Total               | 30    | 7     | 3    | 0    | 4           | 1           | 37    | 8     |
| Carrera: totals     | Carrera: totals | Carrera: totals     | 149   | 52    | 8    | 1    | 7           | 1           | 164   | 54    |

### Selecció
| Selecció | Any   | PJ | G |
| -------- | ----- | -- | - |
| Hongria  | 1998  | 3  | 1 |
| Hongria  | 1999  | 5  | 0 |
| Hongria  | 2000  | 4  | 4 |
| Hongria  | 2001  | 3  | 0 |
| Hongria  | 2002  | 7  | 1 |
| Hongria  | 2003  | 3  | 1 |
| Total    | Total | 25 | 7 |

## Palmarès

### Porto
- Primeira Liga: 1998–99
- Taça de Portugal: 1999–2000
- Supertaça Cândido de Oliveira: 1998, 1999

### Benfica
- Taça de Portugal: 2003–04[19]

### Individual
- Jugador jove d'Hongria: 1997